# Rockwell Commander 112
Rockwell Commander 112, 114  (ICAO oznaka: AC11) je ameriško štirisedežno visoko zmogljivo nizkokrilno enomotorno letalo, ki ga je razvila družba North American Rockwell (kasneje Rockwell International). Predstavljen leta 1972, močnejšo različico Rockwell Commander 114 so predstavili leta 1976 z 260 BHP IO-540. Commander je bil razvit kot udobno in prostorno potovalno letalo v konkurenci: Beechcraft Bonanza, Mooney M20, Piper Comanche in Piper Saratoga. Kabina je široka 47 palcev (1,194 m) in visoka 49 palcev (1,245 m), velja za zasnovo z najbolj prostorno kabino enomotornega 4 sedežnega letala iz tega obdobja (za primerjavo P28R ima dimenzije 41 palcev krat 38 palcev), ki je bližja dvomotornim letalom kot drugim enomotornim. Letalo ima elegantni videz ter vrata iz obeh strani. Proizvodnja je bila ustavljena leta 1980 in tipska licenca prodana Gulfstream-u, ki ni pričel proizvodnje enomotornih letal in je leta 1988  prodal pravice Randallu Greenu, ki je ustanovil CAC Commander Aircraft Company za podporo obstoječim letalom in izdelavo novih letal. Leta 1992 je družba CAC Commander Aircraft Company pričela s proizvodnjo z izboljšanim modelom Commander 114B. Proizvodnja je bila ustavljena leta 2002 zaradi stečaja. Med leti 2005 in 2012 je rezervne dele proizvajala družba: CPAC Commander Premier Aircraft Corporation, katera je tudi trenutna lastnica certifikata. Vse skupaj je bilo narejenih 1490 letal od tega 184 v letih 1992-2002. 

## Razvoj

### Originalna zasnova
Leta 1970 je divizija Aero Commander korporacije North American Rockwell razvijala novo konstrukcijo letala, ki bi pokrival potrebe od štiri sedežnega enomotornega letala s fiksnim podvozjem do dvomotornega šest sedežnega letala z uvlačljivim podvozjem. Prvi produkt tega programa sta bila dva prototipa Commander 111: štiriseda z fiksnim podvozjem in Commander 112: štirised z uvlačljivim podvozjem. Družba se je odločila, da bodo v proizvodnjo uvedli samo letalo Commander 112 z uvlačljivim podvozjem.
Letalo je imelo sodoben videz in veliko kabino, ki ga je ločila od starejših modelov, kot sta Piper Cherokee Arrow in Beechcraft Bonanza ter Mooney M20.
Eden od kritikov je zapisal: 
| “                      | Če bi ljudje kupovali letala samo na podlagi videza in prostornosti, bi bilo na letališčih verjetno veliko več letal Commander. Ta avion ima sodoben izgled in elegantne linije, ki jih pri številnih letalih, ki so nastala v petdesetih in šestdesetih letih prejšnjega stoletja ni. Dizajn nosa, visoki rep in mogočno podvozje letalo takoj loči od svojih tekmecev v kategoriji enomotornih batnih letal. Prav tako je njegova prostornost kabine bližja dvomotornim šest sedežnim letalom kot pa enomotornim štirisedežnim letalom. | ” |
| —AOPA: Peter A. Bedell | |   |

| “ | Commander 114 je klasično letalo, ki nudi pilotu dobro rokovanje in je z laminarnim profilom odlična platforma za IFR letenje. | ” |

| “ | Vsak poklicni pilot bi se mogel šolat na letalu kot je Commander, saj je v vsem en nivo nad osnovnimi šolskimi letali. | ” |

Prototip letala Commander 112 je strmoglavil, ker je med testiranjem odpovedal rep, kar je privedlo do preoblikovanja repnih površin in dodatne okrepitve repa. Prav tako je privedlo do konstrukcijskih sprememb, ki so še dodatno povečale težo letala. Zaradi tega je bil prototip Commander 112 resno podhranjen, poganjal ga je karburatorski motor Lycoming O-360 z močjo 180 BHP (134 kW).
Zasnova letala je bila narejena v skladu z novimi standardi certifikacije FAR 23 za lahka letala s poudarkom na odzivu na sunke in predvidevanjem utrujenosti materiala. Pri zasnovi so v celoti bili upoštevni ti novi certifikacijski standardi, kar je Rockwell močno oglaševal pri trženju. Na žalost je ta težka zasnova precej vplivala tudi na zmogljivosti in kljub čistim linijam je bil originalni Commander 112 nekoliko počasnejši od podobnih letal, kot je Piper Arrow, ki je bil narejen po starih ohlapnejših standardih.
Vse rekonstrukcije so odložile dobavo prvega serijskega letala pozno v leto 1972. Serijski Commander 112 je imel injektorski motor IO-360 z močjo 200 BHP (149 kW). Tudi pri tem motorju je bilo splošno mnenje pilotov, da je bilo letalo podhranjeno z močjo. Večja težava je še bila z kompozitnimi vrati iz steklenih vlaken, ki se niso dobro prilegala in so puščala ter so se rada odprla med letenjem. Leta 1974 po 123 serijsko proizvedenih letalih je bilo narejenih cel kup modifikacij pri osnovnem modelu 112.
Commander 112A je bil predstavljen leta 1974, ki je predstavljal modificiran model 112. Nova vrata so bila aluminijasta, kar je še dodatno prispevalo k teži ampak je bil nivo hrupa nižji. Krilo je bilo rekonstruirano za večjo količino goriva iz standardnih 48 USGal na opcijskih 68 USGal in povečano maksimalno vzletno težo za 100 lb na 2650 lb. To je bila najbolj proizvajana varianta modela 112 saj so ga naredili v 364 primerkih.
Commander 112TC je bil predstavljen leta 1976 z prisilno polnjenim karburatorskim Lycoming TO-360 in 210 BHP ter povečano maksimalno vzletno težo na 2850 lb. Model 112TC je imel večji razpon kril za 810 mm in je lahko letel na 20 000 ft do 160 vozlov. Težava modela 112TC je bila, da je vertikalna hitrost vzpenjanja nizka in je lahko dosegel optimalno višino križarjenja samo na dolgih poletih. Narejenih je bilo 108 letal. 
Commander 112B je bil predstavljen leta 1977 z povečanim razponom kril iz modela 112TC, kar mu je vzdignilo maksimalno vzletno težo na 2800 lb in mu dalo uporabne teže 1000 lbs (454 kg). Narejenih je bilo 46 letal. Proizvodnja modela 112B se je končala leta 1979.
Commander 112TCA "Alpine" je imel novo avioniko s triosnim avtopilotom. Ta je ponudil malo več zmogljivosti kot prvotni 112TC in je bil dražji. Narejenih je bilo 160 letal. Model je ostal v proizvodnji do leta 1980.

### Model 114
Commander 114 je bil predstavljen leta 1976 z atmosferskim šestvaljnim Lycoming IO-540 in 260 BHP. Namen modela 114 je bil odpravit pomankljivosti Commanderja 112, predvsem podhranjenost po moči. Commander 114 je ponujal boljši motor za to konstrukcijo letala in je nudil približno isto hitrost kot Turbo 112TC ampak že pri nižjih višinah in dodatno zalogo moči, kar mu je dalo boljšo vertikalno hitrost vzpenjanja. To je bila najbolj proizvajana varianta saj so ga naredili v 460 primerkih.
Model Commander 114A "Gran Turismo" je leta 1979 ponujal nov propeler s tremi lopaticami in večjo maksimalno vzletno težo 3.250 lb (1.474 kg). Model 114A je ostal v proizvodnji do leta 1980. Narejenih je bilo 41 letal.
Modela 112TCA in 114A sta ostali v proizvodnji do leta 1980, ko je Rockwell ustavil proizvodno linijo s približno 1300 dostavljenimi različnimi modeli letal Commander. 
Po koncu proizvodnje je Rockwell leta 1981 prodal licenco Aero Commander družbi Gulfstream American. Gulfstreama je zanimal le dvomotorni Turbo Commander in ni nadaljeval proizvodnje serije 112/114.
Leta 1988 je Gulfstream prodal pravice Randallu Greeneu, ki je ustanovil družbo Commander Aircraft Company za podporo obstoječim letalom in izdelavo novih letal.

### Model 114B
Zasnova predhodnega letala 114A je bila dokaj obsežno posodobljena in ponovno certificirana kot Commander 114B leta 1992. Med spremembami so bili nov pokrov motorja, okrepitev zmaja letala, spremembe različnih dovodov zraka in nov propeler. Preko 2000 modifikacij je izboljšalo hitrost križarjenja za občutnih 8 vozlov (15 km / h; 9,2 mph), zaradi česar je bolj konkurenčen podobnim modelom drugih družb. Pomembnejše nadgradnje so bile izvedene v notranjosti, ki je prejela visoko kakovostno usnjeno oblazinjenje oblazinjenja, bralne svetilke, boljšo zvočno izolacijo in opcijsko zmogljivo klimatsko napravo. En kupec je to povzel kot "notranjost je nadvse prostorna in je bolj podobna luksuznemu avtomobilu".
Leta 1995 so dodali model 114TC, različico 114B s turbo polnjenim motorjem z močjo 270 BHP, predvsem za izboljšanje križarjenja na visoki nadmorski višini na nekaj več kot 200 vozlov (370 km / h; 230 mph). Podjetje je letalo tržilo predvsem na ne tradicionalnih trgih, in sicer med vodstvenimi Wall Streeta prek The Wall Street Journal, Forbes in Fortune ter na managerjih Bližnjega vzhoda, za katere je bil dodan izredno močan klimatski sistem. 
V letih 2000-2002 so komercialno tržili Commanderja 114B in 114TC kot 115 in 115TC letalo je bilo še vedno certificirano kot model 114B. Ta letala so imela 90 USGal rezervoarje in novejšo avioniko. Proizvodnja se je končala leta 2002, potem ko je bilo zgrajenih 154 114B in turbo 114TC, ter okoli 30 letal Commander 115. Commander Aircraft Co. je bil likvidiran.
Med Leti 2005 in 2012 je CPAC Commander Premier Aircraft Corporation
proizvajala izključno rezervne dele.

### Modifikacije
Jim Richards je kupil model Commander 114 letnik 1977 in ni bil navdušen nad njegovo zmogljivostjo ter začel iskati rešitev. Našel je motor Lycoming IO-580, ki je bil predstavljen leta 1997. Ta je približno enake velikosti kot IO-540 in le nekoliko težji, vendar ponuja 320 BHP, kar je bistven napredek v primerjavi z 260 BHP pri 114. Richards je ustanovil družbo Aerodyme Corporation za prodajo in servis predelave motorjev in propelerja ki mu ustreza. To modifikacijo imenujemo "Super Commander". Cena STC motor plus nov propeler znaša okoli $92,000.
Retrofitirane variante s sistemom proti zaledenitvi t.i. FIKI=flight into known icing conditions. Sistem ščiti prednje robove letala, vetrobran in propeler. To modifikacijo imenujemo "Commander FIKI". Cena STC FIKI in inštalacija znaša okoli $45,000.

### Življenjska doba kril
Certifikacija pod EASA CS-23 (FAR-23) zahteva življenjsko dobo kril, glede na tipski certifikat A12SO, so resursi sledeči:
| Model  | Življenjska doba kril |
| ------ | --------------------- |
| 112    | 6 945 ur              |
| 112B   | 8 878 ur              |
| 112TC  | 10 908 ur             |
| 112TCA | 7 947 ur              |
| 114    | 19 284 ur             |
| 114A   | 14 812 ur             |
| 114B   | 14 812 ur             |
| 114TC  | 10 349 ur             |

## Kulturni vpliv
Letala Commander AC11 variante 112 in 114 nastopajo v filmih: 
- The A-Team Ep. 00 : Mexican Slayride 1983-1987,
- Cartel 1990,
- Drop Zone 1994,
- CSI: Miami epizoda 2.21 Not Landing 2002-2012,
- Torchwood epizoda 1.10 Out of time 2006

## Variante

### 111 North American Rockwell (1970)
Fiksno pristajalno podvozje, 180 BHP Lycoming O-360 z uplinjačem, na 75% moči 120 vozlov, leto 1970, 2 prototipa

### 112Rockwell Commander(1972-1980)
Serijska varianta z uvlačljivim podvozjem, 200 BHP Lycoming IO-360 z injektorskim motorjem, ekonomična hitrost križarjenja na 55% moči 119 vozlov in hitrost pri 75% moči 135 vozlov, 48 USG, MTOM 2550 lbs, servisna višina 13 900 čevljev, leto 1972, 125 proizvedenih
112A
Ojačana varianta 112 z povečano maksimalno vzletno težo na 2650 lbs, opcija 68 USG, leto 1974, 364 proizvedenih
112B
Varianta 112A z dodatno povečano maksimalno vzletno težo, ekonomična hitrost križarjenja na 55% moči 128 vozlov in hitrost pri 75% moči 142 vozlov, MTOM 2800 lbs, 1979, 46 proizvedenih
112TC
Varianta 112A s prisilnim polnjenem motorja, 210 BHP TO-360, opremljena z uplinjačem, servisna višina 20 000 čevljev, ekonomična hitrost križarjenja na 55% moči 137 vozlov in hitrost pri 75% moči 163 vozlov na 16 000 čevljih , MTOM 3250 lbs, servisna višina 20 000 čevljev leto 1976, 108 proizvedenih
112TCA or Alpine Commander
Varianta 112TC z dodatno povečano maksimalno vzletno težo, podobna 112, 160 proizvedenih

### 114Rockwell Commander(1976-1980)
Varianta 112 opremljena z šest valjnim injektorskim motorjem, 260BHP, Lycoming IO-540, ekonomična hitrost križarjenja na 55% moči 131 vozlov in hitrost pri 75% moči 152 vozlov, leto 1976 460 proizvedenih
114A or Gran Turismo
Nadgrajena varianta podobna 112B, maksimalna horizontalna hitrost pri 75% moči 152 vozlov, leto 1979, 41 proizvedenih

### 114BCommander Aircraft Company(1992-2002)
Močno modificirana varianta 114A proizvedena v CAC Commander Aircraft Co., nov propeler, nov 28V DC električni sistem, izboljšan kataputaž motorja, 8 vozlov hitrejši od 114A, ekonomična hitrost križarjenja na 55% moči 149 vozlov in hitrost pri 75% moči 160 vozlov in 164 vozlov na polni moči, 260 BHP, Lycoming IO-540, leto 1992, proizvedenih 127 letal
114TC
Varianta 114B s prisilnim polnjenjem in 270 BHP maksimalna horizontalna hitrost na višini 17 500 čevljev 177 vozlov, 260 BHP, Lycoming TIO-540, servisna višina 25 000 čevljev, leto 1995, proizvedenih 27 letal

### 115
Uradno certificiran kot varianta 114B in v osnovi identičen, komercialno ime 115 in 115TC oba z Garmin 530 in 90 USGal rezervarji. Maksimalna horizontalna indicirana hitrost 164 vozlov, v križarjenju na 75% moči resnična zračna hitrost 160 vozlov, leto 2000, proizvedenih 30 letal
Leta 2002 je bila proizvodnja ustavljena zaradi stečaja družbe: CAC Commander Aircraft Company. Med leti 2005 in 2012 je družba CPAC Commander Premier Aircraft Corporation, proizvajala izključno rezervne dele za letala in je tudi še trenutna lastnica certifikata. 

### Modifikacije
114/115 Super Commander
Retrofitirane variante: 114, 114A, 114B, 114TC in 115 z STC, novi 320BHP Lycoming IO-580-B1A, novi 3 kraki Hartzell Scimitar propeler in novi Aerodyme Ram Induction System. Modifikacija doda do 22 vozlov hitrosti na pram 114B. Maksimalna horizontalna indicirana hitrost 185 vozlov v križarjenju resnična zračna hitrost 175 vozlov. Cena STC motor plus nov propeler $92,000.
Commander 114 in 115 FIKI
Retrofitirane variante: 114B, 114TC, 115, 115TC s sistemom proti zaledenitvi t.i. FIKI=flight into known icing conditions. Masa dodatnega sistema 52 lbs in 64.4 lbs masa tekočine, kar skupno maso zaokroži na 116.4 lbs. Sistem ščiti prednje robove letala, vetrobran in propeler, avtomija delovanja do 2.5h z enim polnjenjem tekočine Cena STC z vgradnjo znaša okoli $45,000.

### Pregled Variant
| Varianta                      | Motor                    | Moč          | Max hitrost       | MTOW          | Rezervarji    | Proizvedenih | Čas proizvodnje |
| ----------------------------- | ------------------------ | ------------ | ----------------- | ------------- | ------------- | ------------ | --------------- |
| 111                           | Lycoming O-360           | 180 BHP      | 120 kts 75% FL50  | 2550 lbs      | 50 USG        | 2            | 1971            |
| 112                           | Lycoming IO-360          | 200 BHP      | 135 kts 75% FL60  | 2550 lbs      | 50 USG        | 125          | 1970-74         |
| 112A                          | Lycoming IO-360          | 200 BHP      | 135 kts 75% FL60  | 2650 lbs      | 50/70 USG     | 364          | 1974-79         |
| 112TC                         | Lycoming TO-360          | 210 BHP      | 151 kts 75% FL100 | 3250 lbs      | 70 USG        | 108          | 1976-77         |
| 112B                          | Lycoming IO-360          | 200 BHP      | 142 kts 75% FL60  | 2800 lbs      | 70 USG        | 46           | 1977-80         |
| 112TCA Alpine Commander       | Lycoming TO-360          | 210 BHP      | 151 kts 75% FL100 | 2950 lbs      | 70 USG        | 160          | 1977-80         |
| 112 Hot Shot (STC)            | Lycoming IO-360 +T       | 200 BHP      | 142 kts 75% FL100 | +26 lbs       | nespremenjeno | N/A          | 1992-           |
| 114                           | Lycoming IO-540          | 260 BHP      | 152 kts 75% FL60  | 3140 lbs      | 70 USG        | 460          | 1976-79         |
| 114A Gran Turismo             | Lycoming IO-540          | 260 BHP      | 152 kts 75% FL60  | 3250 lbs      | 70 USG        | 41           | 1979-80         |
| 114 Hot Shot (STC)            | Lycoming IO-540 +T       | 260 BHP      | 152 kts 75% FL100 | 3250 lbs      | 70 USG        | N/A          | 1992-           |
| 114B                          | Lycoming IO-540          | 260 BHP      | 160 kts 75% FL65  | 3250 lbs      | 70 USG        | 127          | 1992-2000       |
| 114TC                         | Lycoming TIO-540         | 270 BHP      | 170 kts 75% FL125 | 3305 lbs      | 90 USG        | 27           | 1995-2000       |
| 115                           | Lycoming IO-540          | 260 BHP      | 160 kts 75% FL65  | 3250 lbs      | 90 USG        | 15           | 2000-2002       |
| 115TC                         | Lycoming TIO-540         | 270 BHP      | 170 kts 75% FL125 | 3305 lbs      | 90 USG        | 15           | 2000-2002       |
| 114/115 Super Commander STC   | Lycoming IO-580          | 320 BHP      | 175 kts 75% FL75  | nespremenjeno | nespremenjeno | N/A          | 2007-           |
| 114B&TC, 115B&TC FIKI FAA STC | Lycoming IO-540, TIO-540 | 260, 270 BHP | nespremenjeno     | nespremenjeno | nespremenjeno | N/A          | 2019-           |

## Uporabniki

### Civilni uporabniki
ZDA
- Eagle Aircraft Flight Academy: Rockwell Commander 112TC

 Slovenija
- Letalski center Maribor Rockwell Commander 112A 1975 S/N:256 S5-DGA 1997-2006
- Letalski center Maribor Commander Aircraft Company 114B 1995 S/N:14627 S5-DRM 2020-danes

### Vojaški uporabniki
ZDA
- United States Air Force, Nevada Wing Civil Air Patrol: Rockwell Commander 112TC

 Honduras
- Honduras Air Force, Commander 114 S/N:14042 reg: 118

 Salvador
- El Salvador Air Force, Commander 114 S/N:14317 reg: YS-007N

 Gibraltar
- RAF Gibraltar

## Tehnične specifikacije (Commander 114B)
Podatki iz Pilot's Operating Handbook
Splošne karakteristike
- Posadka: 1 pilot
- Število sedežev: 3 potnik
- Dolžina: 24 ft 11 in (7,59 m)
- Razpon kril: 32 ft 9.1 in (9,98 m)
- Višina: 8 ft 5 in (2,57 m)
- Širina kabine: 47 in (1,194 m)
- Višina kabine: 49 in (1,245 m)
- Rezervoarji: 70 USGal AVGAS 100LL (265 litrov)
- Površina kril: 152 ft² (14,2 m²)
- Aeroprofil: NACA 63-415 laminarni profil
- Teža praznega letala: 2 077 lb (942 kg)
- Maks. vzletna teža: 3 250 lb (1474 kg)
- Pogon letala: 1 ×  šestvalni Lycoming IO-540, 260 KM (164 kW) 77-inčni trokraki propeler McCauley, propeler s konstantnimi vrtljaji
- Maks. teža za voženje: 3.260 lb (1.480 kg)
- Maks. pristajalna teža: 3.140 lb (1.420 kg)
- Maks. teža brez goriva MZFW: 3.000 lb (1.400 kg)
- Maks. teža prtljage: 200 lb (91 kg)

 Zmogljivost 
- Neprekoračljiva hitrost: 187 vozlov (346 km/h)
- Maks. hitrost: 164 kts (304 km/h)
- Potovalna hitrost: 135-160 kts (250-296 km/h) 55-75% moči ISA
- Hitrost porušitve vzgona: 60 vozlov (111 km/h)
- Doseg: 600 nm 75% 2000 ft (1100 km )
- Višina leta: 14 200 ft (4300 m)
- Hitrost vzpenjanja: 1060 ft/min (5,4 m/s)
- Maks. obremenitev krila: 21.4 lb/ft² (103.8 kg/m²)
- Max. razmerje potisk/teža: 0.08 BHP/lb (111 W/kg)
- Pristajalna hitrost: 90 vozlov (167 km/h)
- Vzletna hitrost: 75 vozlov (139 km/h)
- Max hitrost vožnje pnevmatik: 140 vozlov (160mph, 258 km/h)
- Max hitrost zakrilc: 150,120,110 vozlov (278, 222, 204 km/h)
- Max hitrost premikanja koles: 130 vozlov (241 km/h)
- Max hitrost letenja z izvlečenimi kolesi: 187 vozlov (346 km/h)
- Max hitrost v turbolentnem ozračju: 118 vozlov (219 km/h)
- Vzletna razdalja do 50 ft (15 m) asphalt ISA MSL: 1.985 ft (605 m)
- Pristajalna razdalja iz 50 ft (15 m) asphalt ISA MSL: 1.200 ft (370 m)

Letalska elektronika

BendixKing, Garmin, Sandel, Hoskins, Insight, S-TEC, Bennett